# Архітектура Азербайджану
Архітектура Азербайджану — комплекс будівельних споруд на території сучасного Азербайджану, що представляють архітектурно-історичну значимість.

## Середовище
Азербайджан — країна Закавказзя, розташована між Іраном, Вірменією, Грузією і берегом Каспійського моря. Через територію проходили міжнародні торговельні шляхи за які боролися Візантія, Хозарський каганат і сасанідська Персія. На азербайджанську архітектуру найбільше вплинули такі країни, як Вірменія і Персія (Іран).

## IV—VII ст

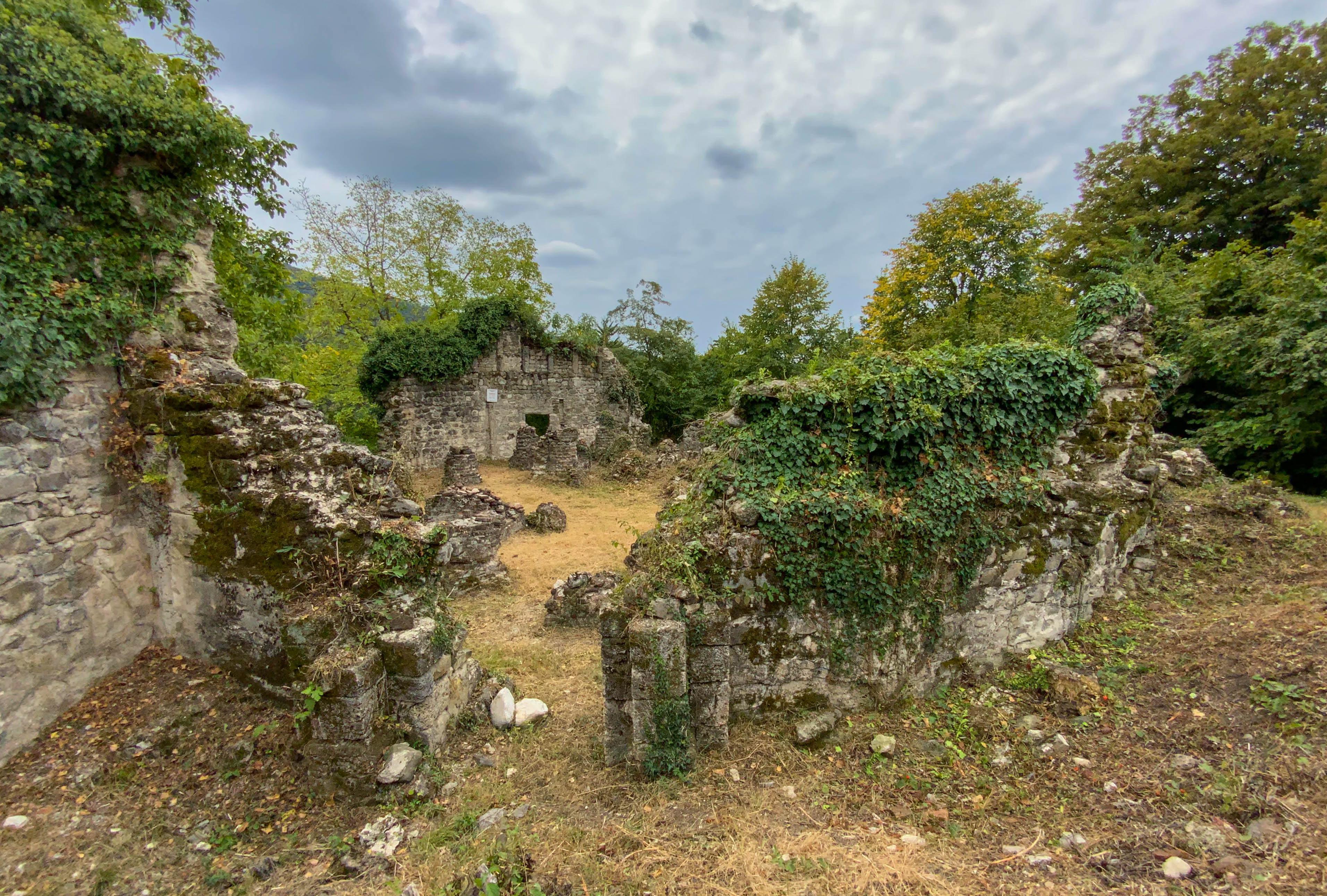
Церква в селі Лекіт

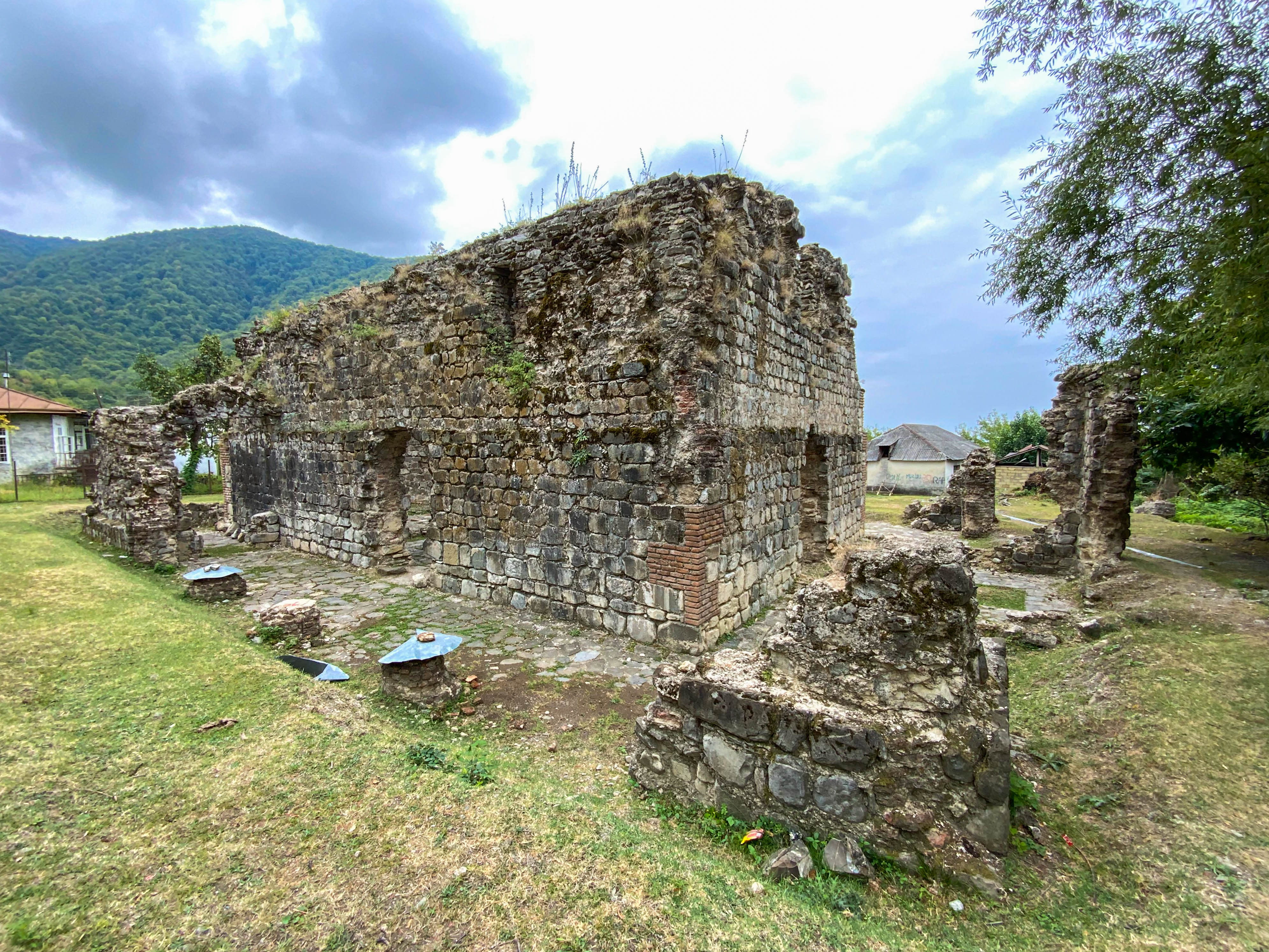
Церква в селі Кум

Доісламська доба. Від неї залишилися відомі християнські храми VI ст. в селах Кум (тринавова базиліка з галереями) і Лекіт (ротондальний тетраконх), а також зороастрійські храми вогнепоклонників і «довгі мури» — гірські оборонні стіни (висотою до 20 м і товщиною до 4 м) з баштами в районі Дербента. Ці укріплення запирали так званий Каспійський стратегічний прохід.

## VIII-ХІ ст
Формування тридільного типу східного ісламського міста, яке складалося з таких частин: цитадель (резиденція правителя, диз) + шахрістан (громадський центр з мечеттю, ремісничими рядами, критими ринками) + рабади (житлові передмістя). Кожна частина мала свої укріплення. Приклад — місто Стара Ганджа. В цей період архітектура зазнала значного розвитку, але, на жаль, тогочасних пам'яток дотепер не залишилося. Матеріалами будівництва були камінь та цегла.

## XII—XIII ст

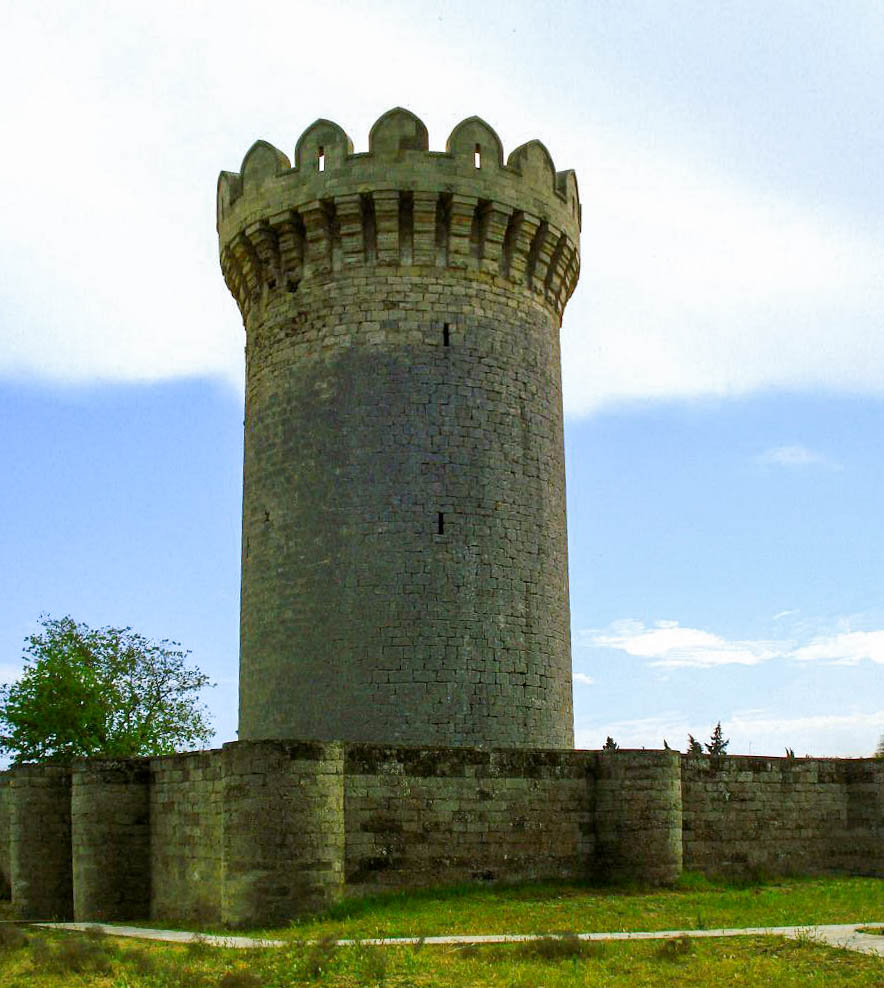
Замок у с. Мардакян

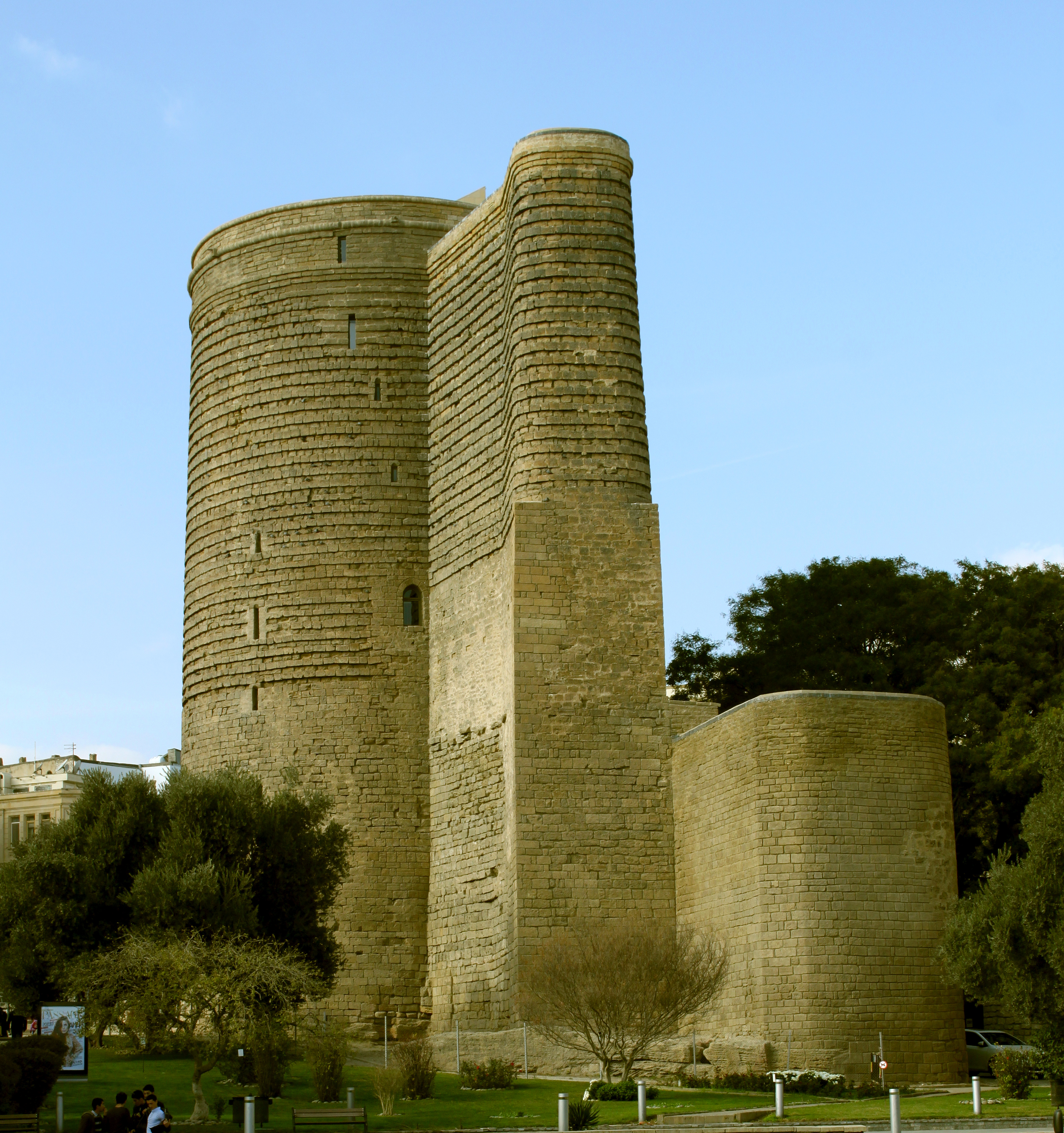
Дівоча башта

Розвивалися міста розташовані на караванних шляхах (Баку). Будівництво на Апшеронському півострові замків з донжонами під впливом фортифікаційної архітектури Кілікійської Вірменії. Замок з круглим донжоном у с. Мардакян, 1232 р. Донжон по висоті розчленований куполами на три яруси.
Дівоча башта в Баку VI—XII ст. до цього часу має кілька до кінця не з'ясованих етапів будівництва. Вона циліндрична, з виступом, який не має ніякого раціонального пояснення. Також немає аналогій у середньовічній фортифікаційній архітектурі. Башта має 8 ярусів, перекритих кам'яними куполами, колодязь. Розрахована на 200 чоловік.

## Середина XIII-XIV ст

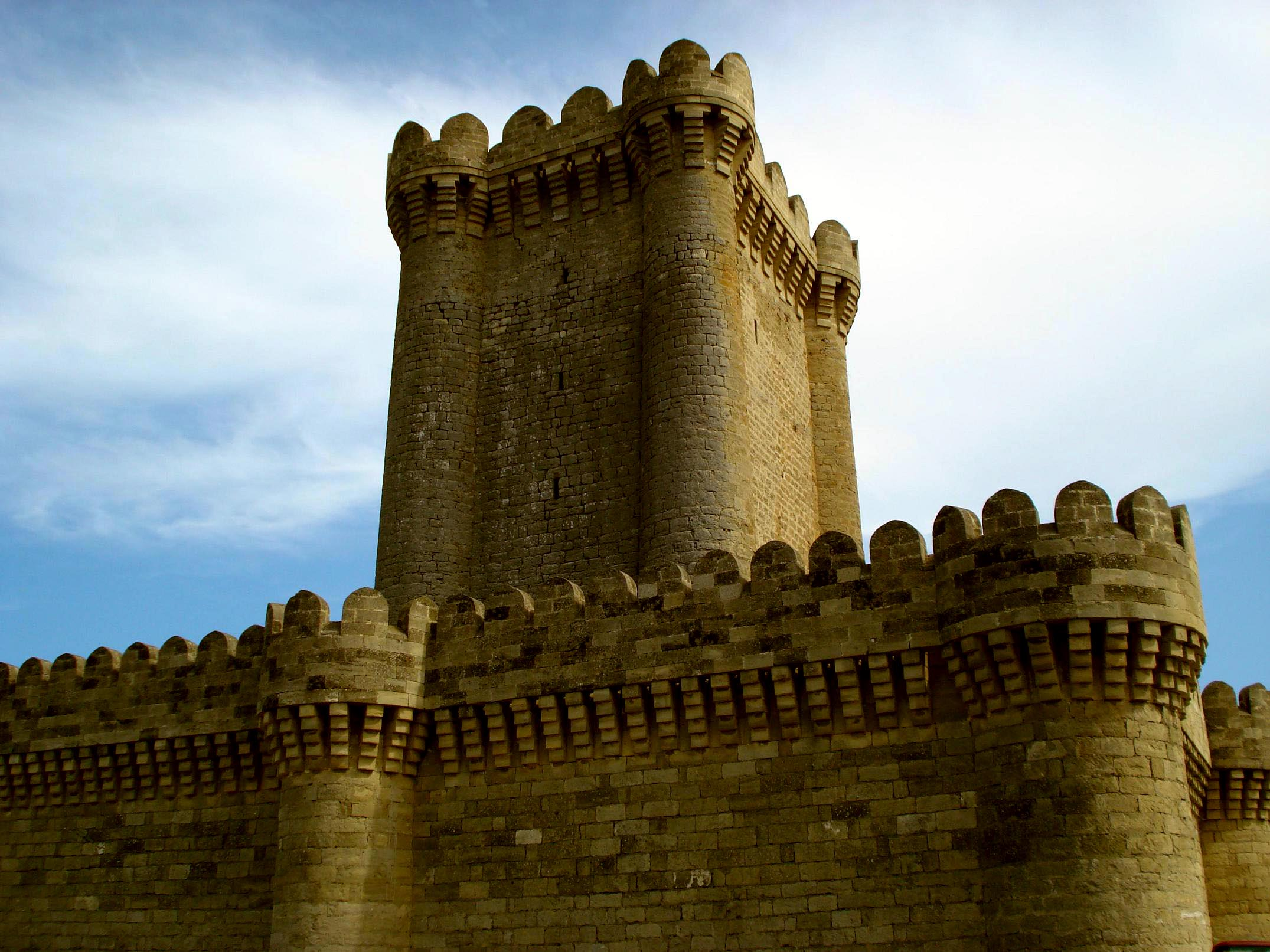
Чотирикутний замок

Занепад після монгольського нашестя. Продовжується будівництво замкзамків з квадратними донжонами. Прикладами є замки у с. Мардакян (кінця XIV ст.) та у с. Рамана (XIV ст.). Обидва відтворюють тип прямокутного замку з донжоном. Проте донжон тепер має квадратну форму у плані, з наріжними циліндричними напівбаштами. Відомі також замки з циліндричними донжонами (у с. Нардаран).
Розвиваються мавзолеї: мавзолеї в Барді, 1322 р. (циліндричний, з конусоподібним вінчанням), у с. Карабаглар, XIV ст. (циліндричний, гофрований). Вишуканим декором відзначається центричний 12-гранний мавзолей у с. Хачин-Дорбатли 1314 р. з хрещатим внутрішнім простором, перекритим дуже розвиненими сталактитовими склепіннями.
Стовпова банева Джума-мечеть (велика мечеть) у Дербенті, 1368 р., перебудована з християнської базиліки VII ст. з молільним залом 70×20 м, з монументальним стрілчастим куполом над міхрабом.

## XV ст

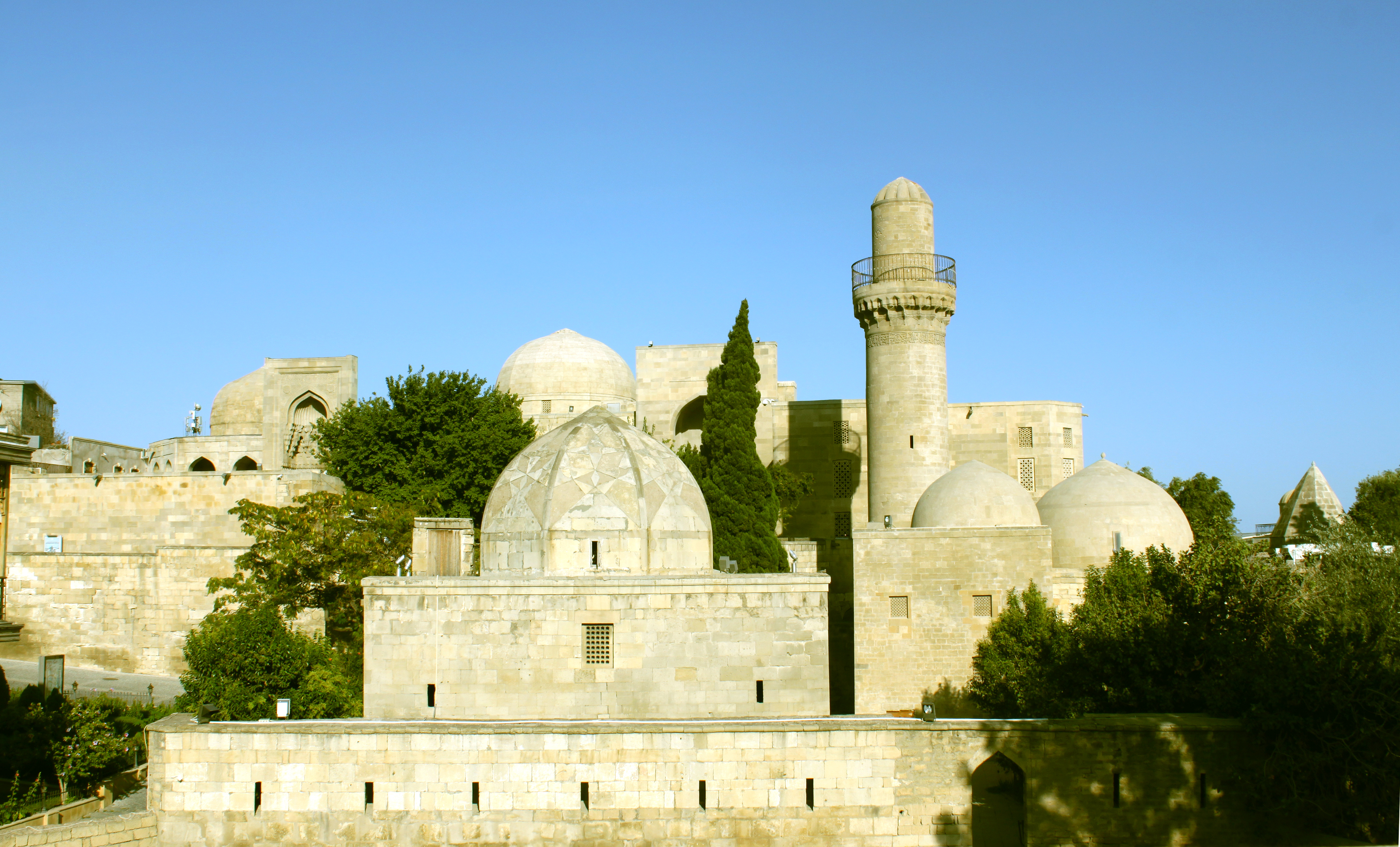
палац Ширваншахів

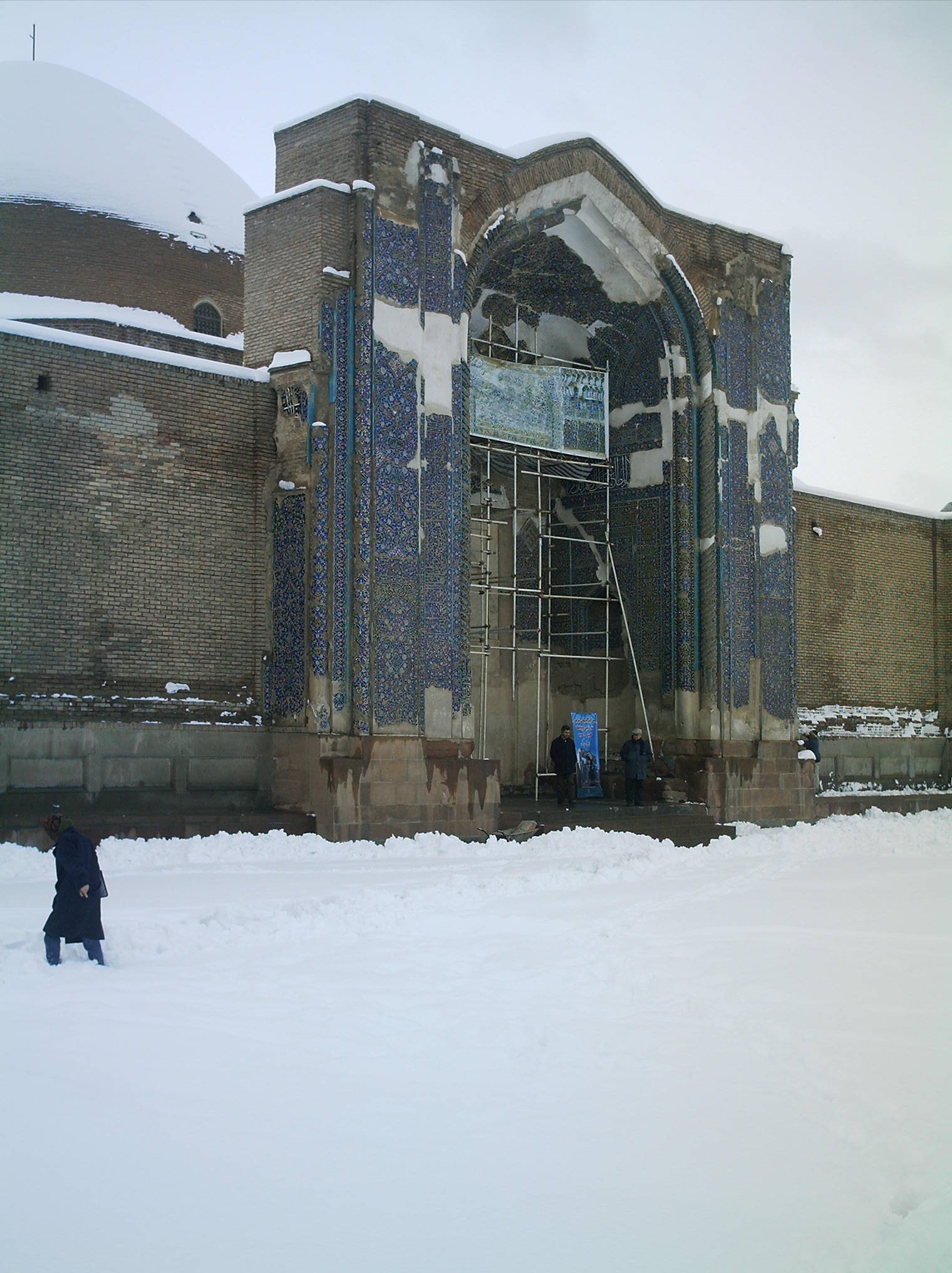
Блакитна мечеть в Тебризі

Удосконалюються раніше сформовані архітектурні композиції та прийоми. Головною пам'яткою доби є палац Ширваншахів у Баку. Цей комплекс має велику і складну форму та розташований терасами, на рельєфі. До його складу входять споруди різних типів — палац, усипальниця, мавзолей, 3 мечеті, лазня.
Шедевр цегляного будівництва — центрична багатобанева Блакитна мечеть у Тебризі (в Іранському Азербайджані) 1465 р., облицьована поліхромною орнаментованою майолікою (збереглася в руїнах після землетрусу).

## XVI—XVII ст
Створення держави Сефевідів. В архітектурі — продовжуються попередні традиції. Найвизначнішими пам'ятками є культові комплекси поблизу могил шейхів в Барді й Ардебілі. Барда. Мавзолей Імам-заде, XVII ст. Культовий комплекс шейха Сефі в Ардебілі, XV—XVII ст. виник навколо мавзолею засновника династії Сефевідів. Це споруди, згруповані довкола кількох внутрішніх дворів, що включають портал, сад, басейн, 2 мечеті й мавзолей.
Замість баштових мавзолеїв починають будувати невеликі восьмигранні мавзолеї з конічними завершеннями — мавзолей у с. Гюрджилер.
Цивільна архітектура представлена такими пам'ятками, як караван-сарай, торговий комплекс і лазні-хамам у Баку.

## XVIII ст
Розпад держави Сефевідів на дрібні ханства на території Азербайджану, занепадає економіка й архітектура.
Найвизначнішими архітектурними пам'ятками палаци Бакинських (не зберігся, відомий за кресленнями) і Шекинських ханів. Для палацу Шекинських ханів другої половини XVIII ст. властиві простий об'єм і розписи, різьблення тощо.

## XIX ст
Захоплення території Азербайджану Російською імперією. Цьому періоду характерні перепланування і перебудування міст та будівництво нових будівель і споруд за проектами в стилістиці класицизму.
Загалом, вершинами досягнення архітектури Азербайджану є Дівоча башта та ансамбль палацу Ширваншахів у Баку. Вони включені до Списку всесвітньої спадщини ЮНЕСКО.